# Ампеццо
Ампеццо (итал. Ampezzo, фриул. Dimpeç, нем. Petsch, словен. Peč) — коммуна в Италии, располагается в регионе Фриули-Венеция-Джулия, в провинции Удине.
Население составляет 1081 человек (2008 г.), плотность населения составляет 15 чел./км². Занимает площадь 73 км². Почтовый индекс — 33021. Телефонный код — 0433.
Покровителями коммуны почитаются святые апостолы Пётр и Павел, празднование 29 июня.

## Администрация коммуны
- Официальный сайт: http://www.comune.ampezzo.ud.it/